# Pachnobia carnica
Pachnobia carnica là một loài bướm đêm trong họ Noctuidae.